# Оркански висови (филм из 1939)
Оркански висови (енгл. Wuthering Heights) је амерички историјски љубавно-драмски филм из 1939. године, који је режирао Вилијам Вајлер, а продуцирао Самјуел Голдвин. Филм је заснован на истоименом роману Емили Бронте, али је адаптирао само 16 од 34 поглавља романа, тиме елиминишући другу генерацију ликова. Сценарио су написали Чарлс Макартур, Бен Хект, као и непотписани Џон Хјустон, док су главне улоге у филму тумачили Мерл Оберон, Лоренс Оливије, Дејвид Нивен, Флора Робсон, Доналд Крисп, Џералдина Фицџералд и Хју Вилијамс.
Филм је премијерно приказан 24. марта 1939. у Холивуду, док је у америчким биоскопима објављен 13. априла исте године. Био је номинован за осам Оскара, али победу је однео само у категорији за најбољу црно-белу фотографију. Године 2007. Конгресна библиотека је одабрала овај филм за чување у Националном регистру филмова Сједињених Држава због његовог „културног, историјског, или естетског значаја”.

## Радња
Путник по имену Локвуд одлучује да заклон од снежне олује потражи на имању Оркански висови, упркос хладном понашању домаћина, Хитклифа. Касније те ноћи, након што га сместе у собу на спрату, Локвуда буди хладна промаја и он примећује како капак удара о прозор. Баш када пође да га затвори, осети ледену руку како га хвата и чује женски глас напољу који дозива: „Хитклифе, пусти ме унутра! Изгубила сам се на вресишту. То сам ја, Кејти!” Локвуд дозива Хитклифа и исприча му шта је видео, након чега разбеснели Хитклиф избацује Локвуда из собе. Чим Локвуд оде, Хитклиф френетично дозива Кејти и истрчава низ степенице у снежну олују. Елен, домаћица, каже запрепашћеном Локвуду да је видео дух Кејти Ерншо, Хитклифове једине велике љубави, која је преминула пре много година. Када Локвуд каже да не верује у духове, Елен му одговара да би можда променио мишљење ако би му испричала причу о Кејти, на шта он заинтригирано пристане.
Као дечака, Хитклифа је на улицама Ливерпула пронашао господин Ерншо, који га је довео кући да живи са његовом децом, Кејти и Хиндлијем. Иако у почетку неповерљива према њему, Кејти временом прихвата Хитклифа, и њих двоје постају веома блиски, али Хиндли га третира као отпадника, нарочито након смрти господина Ерншоа. Десетак година касније, одрасли Хитклиф и Кејти су заљубљени и тајно се састају на Пенистоунским стенама на вресишту. Хиндли, сада разуздан и тиранин према Кејти и послузи, приморава Хитклифа да ради као слуга у шталама.
Једне ноћи, док су Кејти и Хитклиф заједно напољу, чују музику и схватају да њихови суседи, породица Линтон, приређују забаву. Њих двоје се искраду на имање Линтонових прескочивши зид врта, али пси их примећују и нападају. Један пас угризе Кејти, и она задобија озбиљну повреду ноге. Хитклиф је приморан да остави Кејти на бризи Линтонових. Бесан што је раскош породице Линтон толико одушевила Кејти, окривљује их за њену повреду и проклиње целу породицу.
Кејти се потпуно опоравља током неколико месеци проведених код Линтонових, а затим се враћа кући. Едгар Линтон се заљубио у Кејти и ускоро је запроси; након што је Едгар врати у Орканске висове, она прича Елен шта се догодило. Елен је подсећа на Хитклифа, али Кејти површно примећује да би је понизило да се уда за њега. Хитклиф то чује и одлази пре него што чује Кејти како гласно схвата да њено срце ипак припада њему, а не Едгару, упркос класној разлици. Када Кејти схвати да ју је Хитклиф чуо, појури за њим у вресиште усред олује. Едгар је проналази промрзлу и болесну. Позива локалног доктора, Кенета, који је негује док се не опорави. Убрзо након опоравка, Кејти се удаје за Едгара.
Хитклиф нестаје, али се враћа након неколико година, сада богат и елегантан. Префињеним изгледом и манирима настоји да импресионира Кејти и у тајности купује Орканске висове од Хиндлија, који је због коцкања и алкохолизма финансијски пропао. Кејти остаје са Едгаром упркос Хитклифовом повратку и пориче своју љубав према њему; из ината према Кејти, Хитклиф почиње да се удвара наивној Едгаровој сестри, Изабели. Упркос Кејтином снажном противљењу и Изабели и Хитклифу, њих двоје се ипак венчају. Кејти, сломљеног срца, убрзо тешко оболи. Хитклиф јој хита у посету против воље сада разочаране и огорчене Изабеле. Кејти коначно признаје Хитклифу да воли само њега, и њих двоје се мире, опраштајући једно другом. На њен захтев, Хитклиф је носи до прозора како би последњи пут видела вресиште пре него што умре у његовом наручју. Хитклиф моли Кејти да га прогони све док и он не умре.
Како Елен завршава своју причу, доктор Кенет стиже и каже Елен и Локвуду да је видео Хитклифа на вресишту са женом, али да је пронашао само Хитклифово тело у снегу. Елен схвата да је видео духове Хитклифа и Кејти, који сада заједно прогањају Пенистоунске стене.

## Улоге
| Глумац              | Улога                       |
| ------------------- | --------------------------- |
| Мерл Оберон         | Кетрин „Кејти” Ерншо Линтон |
| Лоренс Оливије      | Хитклиф                     |
| Дејвид Нивен        | Едгар Линтон                |
| Флора Робсон        | Елен Дин                    |
| Џералдина Фицџералд | Изабела Линтон              |
| Хју Вилијамс        | Хиндли Ерншо                |
| Доналд Крисп        | др Кенет                    |
| Лео Г. Керол        | Џозеф                       |
| Мајлс Мандер        | Локвуд                      |
| Сесил Келавеј       | господин Ерншо              |
| Сесил Хамфрис       | судија Линтон               |

## Награде и номинације

### Оскари
| Награда                   | Номиновани              |
| Најбоља фотографија       | Грег Толанд             |
| Номинације                | Номиновани              |
| Најбољи филм              | Самјуел Голдвин         |
| Најбоља режија            | Вилијам Вајлер          |
| Најбољи сценарио          | Бен Хект Чарлс Макартур |
| Најбољи глумац            | Лоренс Оливије          |
| Најбоља споредна глумица  | Џералдина Фицџералд     |
| Најбоља сценографија      | Џејмс Басеви            |
| Најбоља оригинална музика | Алфред Њумен            |